# Paranthrope
Paranthropus
Genre
Espèces de rang inférieur
- P. robustus (type) Broom, 1938
- P. boisei Leakey, 1959
- P. aethiopicus Arambourg & Coppens, 1967

Synonymes
- Paraustralopithecus Arambourg & Coppens, 1967
- Zinjanthropus Leakey, 1959

Les paranthropes (Paranthropus) forment un genre éteint d'Hominina ayant vécu en Afrique il y a entre 2,6 et 0,6 million d'années. Il regroupe les deux espèces largement acceptées P. boisei et P. robustus, parfois qualifiées d'« australopithèques robustes ». Cependant, la validité du genre Paranthropus étant contestée, il est parfois considéré comme un synonyme d'Australopithecus selon certaines études.
Paranthropus est caractérisé par la disposition de crânes robustes, ayant une crête sagittale proéminente semblable à celle des gorilles le long de la ligne médiane – ce qui suggère de puissants muscles masticateurs – et de larges dents d'herbivores utilisées pour broyer les aliments. Cependant, les représentants du genre préféraient probablement les aliments mous aux aliments durs. Les espèces de Paranthropus étaient des mangeurs généralistes, mais P. robustus était probablement un omnivore, tandis que P. boisei était probablement herbivore et mangeait principalement des cormes. Tout comme Australopithecus et Homo, ils étaient bipèdes. Malgré leurs têtes robustes, ils ont des corps relativement petits. Les poids et les tailles moyennes sont estimés de 40 kg et 132 cm pour les mâles P. robustus, 50 kg et 137 cm pour les mâles P. boisei, 32 kg et 110 cm pour les femelles P. robustus et 34 kg et 124 cm pour les femelles P. boisei.
Ils étaient peut-être polygames et patrilocaux, mais il n'y a pas d'analogue moderne pour les sociétés des membres de la lignée humaine. Ils sont associés à des outils en os et contestés comme la première preuve de la domestication du feu. Ils habitaient généralement les forêts et coexistaient (sans nécessairement interagir) avec d'autres espèces d'hominines anciens, à savoir A. africanus, A. garhi, H. ergaster, H. habilis, H.rudolfensis et H. erectus. Ils étaient la proie des grands carnivores de l'époque, en particulier les crocodiles, les léopards, les machaïrodontes et les hyènes.

## Découverte et espèces

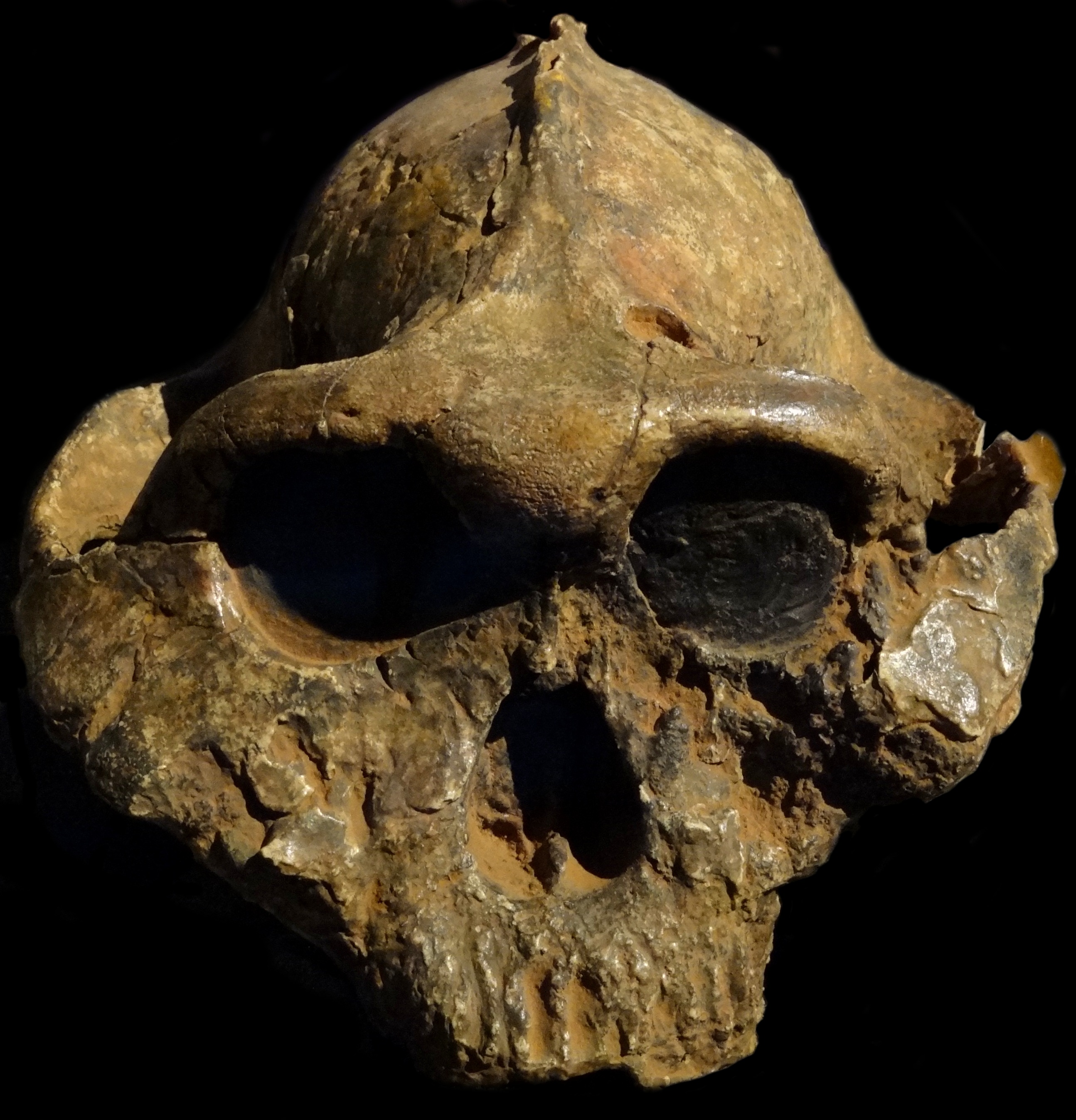
Crane de l’espèce des Paranthropus

### P. robustus
Le genre Paranthropus est érigé pour la première fois par le paléontologue écossais-sud-africain Robert Broom en 1938, avec l'espèce type P. robustus. Le nom générique Paranthropus vient du grec ancien παρα / para « à côté » et άνθρωπος / ánthropos « homme ». Le spécimen holotype, un neurocrâne provenant d'un mâle, TM 1517 (en), a été découvert par l'écolier Gert Terblanche sur le site fossilifère de Kromdraai, situé à environ 70 km au sud-ouest de Pretoria, en Afrique du Sud. En 1988, au moins six individus ont été découverts à peu près dans la même zone, maintenant connue sous le nom de « berceau de l'humanité ».
En 1948, dans la grotte de Swartkrans, à peu près dans le même voisinage que Kromdraai, Broom et le paléontologue sud-africain John Talbot Robinson (en) décrivent P. crassidens sur la base d'une mâchoire d'un subadulte, catalogué SK 6. Il pense que les paranthropes ultérieurs étaient morphologiquement distincts des paranthropes antérieurs dans la grotte, c'est-à-dire que les paranthropes de Swartkrans auraient été isolés de manière reproductive des paranthropes de Kromdraai et que les premiers mentionnés ont finalement été spécifié. En 1988, plusieurs spécimens de Swartkrans ont été placés dans P. crassidens. Cependant, ce taxon a depuis été déclarée synonyme de P. robustus car les deux populations ne semblent pas être très distinctes morphologiquement.

### P. boisei
En 1959, la deuxième espèce connue, P. boisei, fut découverte par Mary Leakey dans les gorges d'Olduvaï à partir d'un crâne incomplet, répertorié sous le nom de code OH 5. Son mari Louis le nomme Zinjanthropus boisei en croyant qu'il diffère grandement des genres Paranthropus et Australopithecus. Ce nom générique dérive du terme Zinj (en arabe : زنج), un ancien mot désignant la côte de l'Afrique de l'Est et de άνθρωπος / ánthropos « homme ». L'épithète spécifique boisei est nommé en référence à leur bienfaiteur financier Charles Watson Boise (en). Cependant, ce genre est rejeté lors de la présentation de Mary Leakey devant le 4e congrès panafricain de préhistoire, car le taxon n'était alors basé que sur un seul spécimen. La découverte de la mandibule de Peninj pousse les Leakey à reclasser l'espèce sous le nom qu'Australopithecus (Zinjanthropus) boisei en 1964, mais en 1967, le paléoanthropologue sud-africain Phillip Tobias le subsume dans Australopithecus en tant d'A. boisei. Cependant, au fur et à mesure que de plus en plus de spécimens sont trouvés, la combinaison Paranthropus boisei est devenue plus populaire et majoritairement défendue.
Il est toujours débattu si la large gamme de variation de la taille de la mâchoire indique simplement un dimorphisme sexuel ou un motif d'identification d'une nouvelle espèce. Cela pourrait s'expliquer par le fait que la masse souterraine remplit les fissures naturellement formées après la mort, gonflant la taille perçue de l'os,,. P. boisei a également une gamme particulièrement large de variations dans l'anatomie du crâne, mais ces caractéristiques n'ont probablement aucune incidence taxonomique.

### P. aethiopicus
En 1968, les paléontologues français Camille Arambourg et Yves Coppens décrivent Paraustralopithecus aethiopicus sur la base d'une mandibule édentée découvert dans la formation de Shungura (en), en Éthiopie, catalogué Omo 18. En 1976, l'anthropologue américain Francis Clark Howell et Coppens reclassent le spécimen en tant que représentant d'A. africanus. En 1986, après la découverte du crâne KNM-WT 17000 par l'anthropologue anglais Alan Walker et Richard Leakey, il est classé dans le genre Paranthropus sous le nom de P. aethiopicus. Il y a un débat pour savoir si ce taxon est synonyme de P. boisei, le principal argument en faveur de la séparation étant que le crâne semble moins adapté pour mâcher de la végétation coriace,.
En 1989, le paléoartiste et zoologiste Walter Ferguson (en) reclasse le spécimen KNM-WT 17000 dans une nouvelle espèce, A. walkeri, car il considère la désignation d'espèce à partir d'un crâne comme discutable, étant donné que l'holotype de P. aethiopicus ne comprend qu'une mandibule. La classification de Ferguson est presque universellement ignorée, est l'espèce A. walkeri est considéré comme un synonyme junior de P. aethiopicus.

### Autres
En 1963, alors qu'il se trouvait au Congo, l'ethnographe français Charles Cordier attribua le nom de P. congensis à un cryptide d'homme-singe puissant et monstrueux appelé « Kikomba », « Apamándi », « Abanaánji », « Zuluzúgu » ou « Tshingómbe » par diverses tribus indigènes dont il a entendu des histoires.
En 2015, le paléoanthropologue éthiopien Yohannes Haile-Selassie et ses collègues décrivent A. deyiremeda sur la base de trois mâchoires de la région d'Afar, en Éthiopie, un site déjà connu pour la découverte d'autres australopithèques, incluant le célèbre Lucy. Ils notent que bien qu'il partage de nombreuses similitudes avec Paranthropus, il n'est peut-être pas étroitement lié car il manque de molaires élargies qui caractérisent le genre. Néanmoins, en 2018, le chercheur indépendant Johan Nygren recommande de déplacer l'espèce vers Paranthropus sur la base d'une similitude dentaire et alimentaire présumée.

## Description

### Crâne
Les paranthropes possèdent un crâne massif, haut et plat, avec une crête sagittale proéminente le long de la ligne médiane, semblable à celui d'un gorille, qui ancrait les muscles temporaux massifs utilisés pour la mastication. Comme les autres représentants de la lignée humaine, Paranthropus présente un dimorphisme sexuel, les mâles étant nettement plus gros que les femelles,,. Ils ont de grosses molaires avec un revêtement d'émail dentaire relativement épais (mégadontie postcanine (en)), et des incisives plutôt petites (de taille similaire à ceux d'Homo sapiens), étant éventuellement des adaptations au traitement des aliments abrasifs,. Les dents de P. aethiopicus se sont développées plus rapidement que celles de P. boisei.
Les paranthropes ont des adaptations au crâne pour résister à de grandes charges de morsure pendant l'alimentation, à savoir les sutures squameuses expansives. Il était autrefois admis que le palais particulièrement épais était une adaptation pour résister à une force de morsure élevée, mais s'explique mieux comme un sous-produit de l'allongement du visage et de l'anatomie nasale.
Chez P. boisei, la charnière de la mâchoire est adaptée pour broyer les aliments d'un côté à l'autre (plutôt que de haut en bas chez Homo sapiens), ce qui est plus efficace pour traiter les féculents abrasifs qui constituaient probablement l'essentiel de son alimentation. P. robustus a peut-être plutôt mâché d'avant en arrière et avait des caractéristiques anatomiques moins dérivées que P. boisei car il ne nécessitait peut-être pas ce type de mastication. Cela aurait peut-être également permis à P. robustus de mieux traiter les aliments plus durs.
Le volume de la boîte crânienne des paranthropes est en moyenne d'environ 500 cm3, comparable à certains australopithèques, mais plus petit que les représentants du genre Homo. À titre de comparaison, le volume du cerveau d'Homo sapiens est en moyenne de 1 270 cm3 pour les hommes et de 1 130 cm3 pour les femmes.

### Membres et locomotion
Contrairement à P. robustus, les avant-bras de P. boisei sont fortement construits, ce qui pourrait suggérer un comportement suspensif habituel comme chez les orangs-outans et les gibbons,,. Une omoplate de P. boisei indique de longs muscles infra-épineux, qui sont également associés à un comportement suspenseur. Un péroné de P. aethiopicus, en revanche, présente plus de similitudes avec ceux du genre Homo que P. boisei.
Les paranthropes étaient bipèdes et leurs hanches, leurs jambes et leurs pieds ressemblent à ceux d'A. afarensis et H. sapiens,. Le bassin est similaire à celui d'A. afarensis, mais les articulations de la hanche sont plus petites chez P. robustus. La similitude physique implique une démarche de locomotion similaire. Leur gros orteil semblable à ceux d'Homo sapiens indique une posture du pied et une amplitude de mouvement de type humain moderne, mais l'articulation de la cheville plus distale aurait inhibé le cycle de marche de l'orteil. Il y 1,8 million d'années, Paranthropus et H. habilis peuvent avoir atteint à peu près le même degré de bipédie.

### Taille et poids
Comparé à la tête large et robuste, le corps est plutôt petit. Le poids moyen de P. robustus peut avoir été de 40 kg pour les mâles et de 32 kg pour les femelles ; et pour P. boisei 50 kg pour les mâles et 34 kg pour les femelles. Aux membres 1 et 2 de la grotte de Swartkrans, on estime qu'environ 35 % des individus de P. robustus pesaient 28 kg, 22 % environ 43 kg et les 43 % restants auraient été plus gros que les premiers mais avaient moins de 54 kg. Au membre 3, tous les individus pesaient environ 45 kg. Le poids des femelles était à peu près le même chez les H. erectus contemporains, mais les mâles H. erectus pesaient en moyenne 13 kg de plus que les mâles P. robustus. Les sites de P. robustus sont étrangement dominés par de petits adultes, ce qui pourrait s'expliquer par une prédation ou une mortalité accrue des mâles plus grands d'un groupe. Le plus grand individu Paranthropus connu est estimé d'avoir pesé 54 kg.
Selon une étude publiée en 1991, basée sur la longueur du fémur et en utilisant les dimensions de l'homme moderne, on estime que le mâle et la femelle P. robustus auraient mesuré en moyenne 1,32 et 1,1 m de haut, et P. boisei 1,37 et 1,24 m, respectivement. Cependant, ces dernières estimations sont problématiques car il n'y avait pas de fémurs mâles de P. boisei positivement identifiés à l'époque. En 2013, un squelette partiel provenant d'un P. boisei mâle datant de 1,34 million d'années était estimé à au moins 1,56 m et 50 kg.

## Classification

### Pertinence du genre

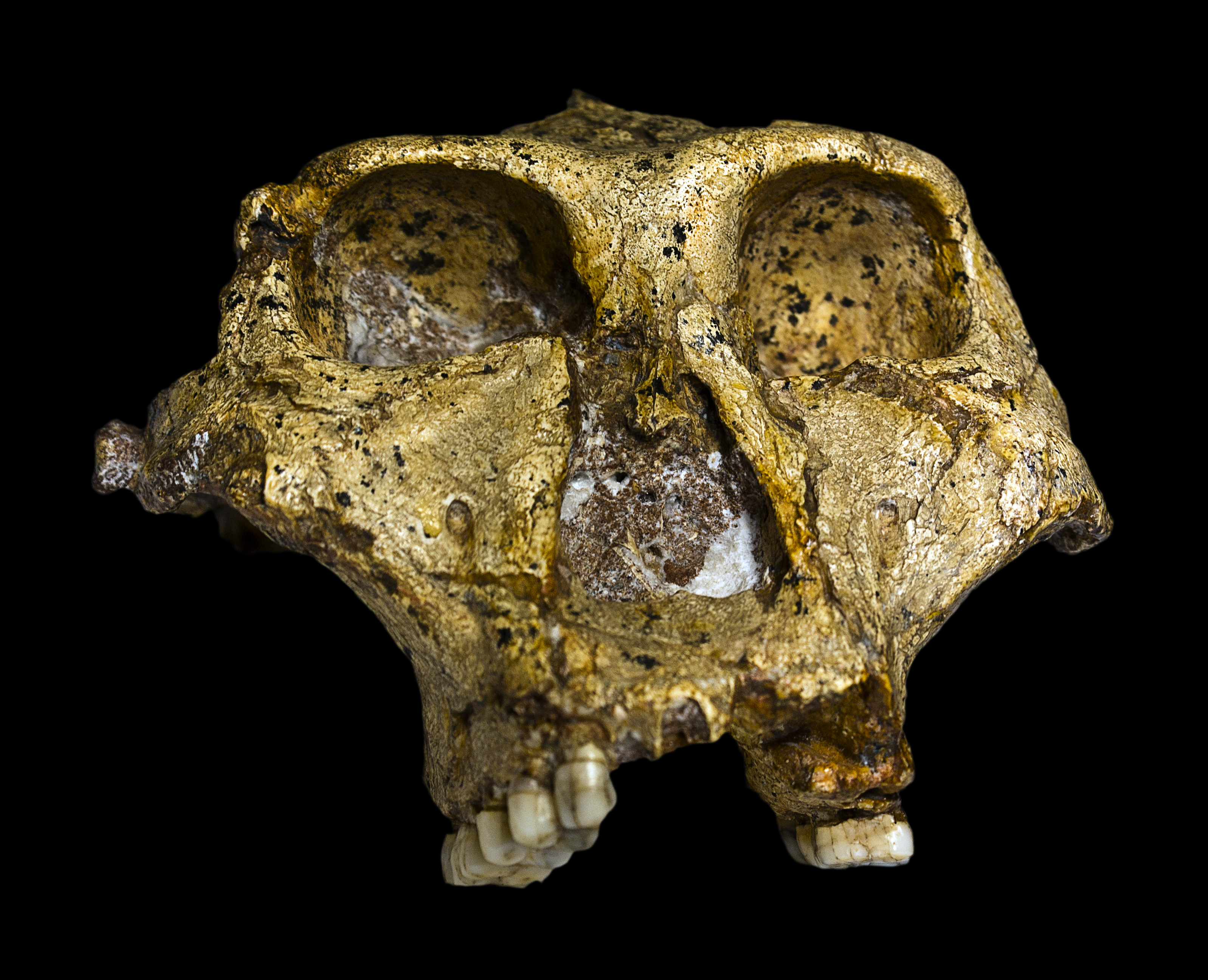
Crâne du spécimen catalogué SK 48, appartenant à P. robustus.

En 1951, les anthropologues américains Sherwood Washburn et Bruce D. Patterson sont les premiers à suggérer que Paranthropus devrait être considéré comme un synonyme junior d'Australopithecus car le taxon n'était connu que par des restes fragmentaires récoltés de l'époque, et les différences dentaires seraient trop infimes pour servir de justification. Face aux appels à la subsumation, Leakey et Robinson continuent de défendre sa validité,. Divers autres auteurs n'étaient toujours pas sûrs jusqu'à ce que des restes plus complets soient trouvés. Il est à noter que Paranthropus est parfois classé comme un sous-genre d'Australopithecus.
Il n'y a actuellement aucun consensus clair sur la validité de Paranthropus. L'argument repose sur la question de savoir si le genre est monophylétique ou paraphylétique dit que P. robustus et P. boisei ont développé indépendamment des têtes semblables à celles d'un gorille par évolution convergente, car les adaptations de mastication chez les hominines évoluent très rapidement et plusieurs fois à divers points de l'arbre phylogénétique (homoplasie). En 1999, un os d'avant-bras ressemblant à celui d'un chimpanzé est attribué à P. boisei, étant le premier ulna découvert de l'espèce, qui est nettement différent de celui de P. robustus, ce qui pourrait suggérer une possible paraphylie.

### Position phylogénétique

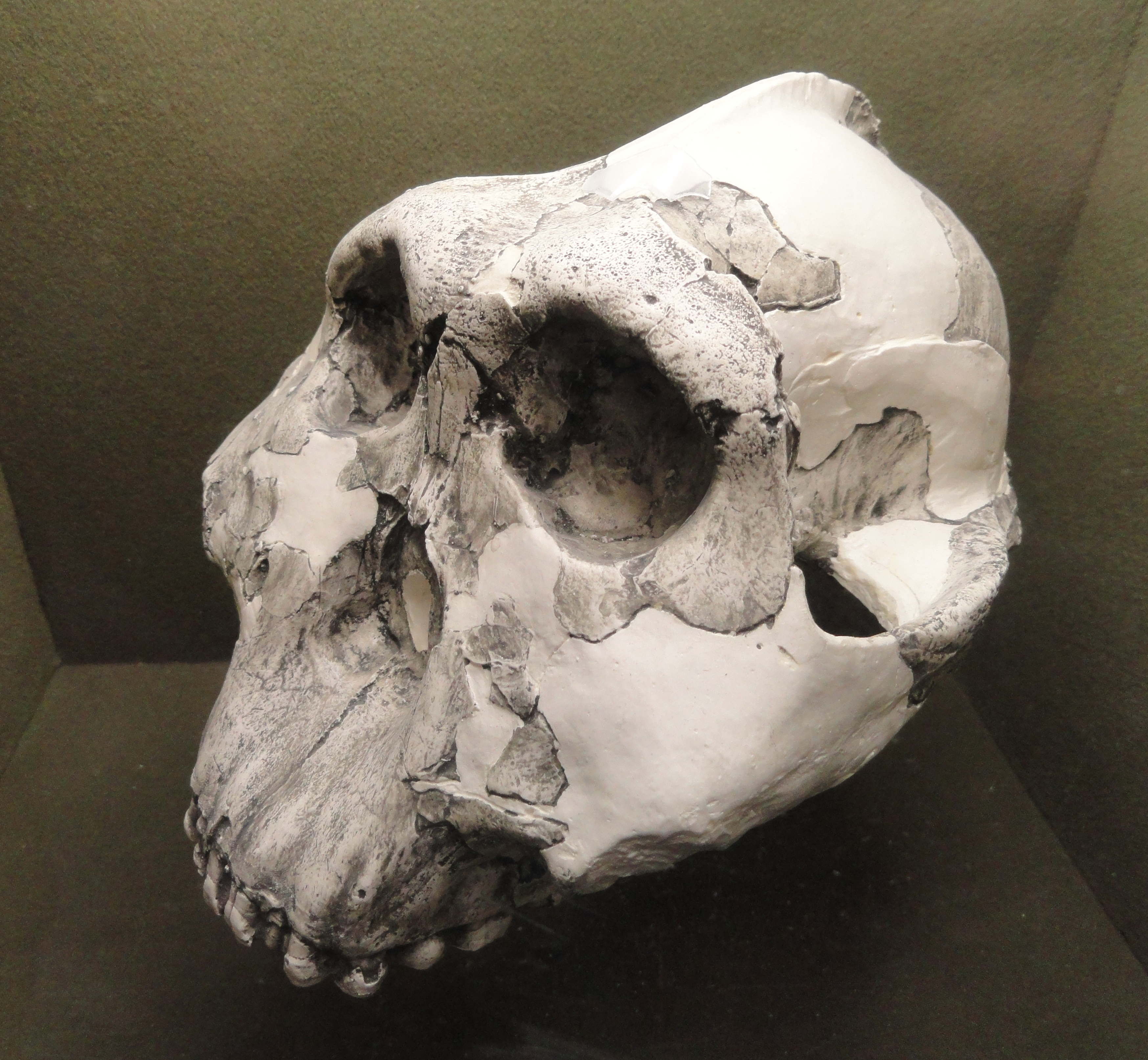
Crâne du spécimen catalogué OH 5, appartenant à P. boisei.

P. aethiopicus est le plus ancien membre connu du genre, avec les restes les plus anciens provenant de la formation d'Omo Kibish (en), en Éthiopie, datant de la fin du Pliocène, vers environ 2,6 millions d'années. Certaines classifications le considèrent comme l'ancêtre direct de P. boisei et P. robustus. Il est possible que P. aethiopicus ait évolué encore plus tôt, jusqu'à il y a 3,3 millions d'années, sur les vastes plaines inondables du Kenya de cette époque. Les restes les plus anciens de P. boisei datent d'environ 2,3 millions d'années et proviennent du village de Malema (en), au Malawi. P. boisei a remarquablement peu changé au cours de son existence de près d'un million d'années. Paranthropus s'est propagé en Afrique du Sud il y a 2 millions d'années, comme l'indiquent les premiers restes de P. robustus,,.
Il est parfois suggéré que Paranthropus et Homo sont des taxons frères, tous deux descendant d'Australopithecus. Cela peut s'être produit lors d'une tendance à l'assèchement il y a entre 2,8 à 2,5 millions d'années dans la vallée du Grand Rift, qui a provoqué le recul des environnements boisés au profit de la savane ouverte, les forêts ne poussant que le long des rivières et des lacs. Homo a évolué dans le premier et Paranthropus dans le second milieu riparien,,. Cependant, la classification des différents espèces d'australopithèques reste problématique.
Ci-dessous, le cladogramme des Hominini basée d'après une étude publiée en 2019 :
|                             | †Ardipithecus               |
|                             |                             |
| †Australopithecus anamensis | †Australopithecus afarensis |
|                             | †Australopithecus afarensis |

|  | †Paranthropus aethiopicus                                                       |
|  |                                                                                 |
|  | \| \| †Paranthropus boisei \| \| \| \| \| \| †Paranthropus robustus \| \| \| \| |
|  |                                                                                 |
|  | †Paranthropus boisei                                                            |
|  |                                                                                 |
|  | †Paranthropus robustus                                                          |
|  |                                                                                 |

|  | †Paranthropus boisei   |
|  |                        |
|  | †Paranthropus robustus |
|  |                        |

|  | †Australopithecus sediba                                                      |
|  |                                                                               |
|  | \| \| †Homo habilis \| \| \| \| \| \| Autres représentants d'Homo \| \| \| \| |
|  |                                                                               |
|  | †Homo habilis                                                                 |
|  |                                                                               |
|  | Autres représentants d'Homo                                                   |
|  |                                                                               |

|  | †Homo habilis               |
|  |                             |
|  | Autres représentants d'Homo |
|  |                             |

|  | †Australopithecus sediba                                                      |
|  |                                                                               |
|  | \| \| †Homo habilis \| \| \| \| \| \| Autres représentants d'Homo \| \| \| \| |
|  |                                                                               |
|  | †Homo habilis                                                                 |
|  |                                                                               |
|  | Autres représentants d'Homo                                                   |
|  |                                                                               |

|  | †Homo habilis               |
|  |                             |
|  | Autres représentants d'Homo |
|  |                             |

|  | †Australopithecus sediba                                                      |
|  |                                                                               |
|  | \| \| †Homo habilis \| \| \| \| \| \| Autres représentants d'Homo \| \| \| \| |
|  |                                                                               |
|  | †Homo habilis                                                                 |
|  |                                                                               |
|  | Autres représentants d'Homo                                                   |
|  |                                                                               |

|  | †Homo habilis               |
|  |                             |
|  | Autres représentants d'Homo |
|  |                             |

|  | †Australopithecus sediba                                                      |
|  |                                                                               |
|  | \| \| †Homo habilis \| \| \| \| \| \| Autres représentants d'Homo \| \| \| \| |
|  |                                                                               |
|  | †Homo habilis                                                                 |
|  |                                                                               |
|  | Autres représentants d'Homo                                                   |
|  |                                                                               |

|  | †Homo habilis               |
|  |                             |
|  | Autres représentants d'Homo |
|  |                             |

|  | †Paranthropus aethiopicus                                                       |
|  |                                                                                 |
|  | \| \| †Paranthropus boisei \| \| \| \| \| \| †Paranthropus robustus \| \| \| \| |
|  |                                                                                 |
|  | †Paranthropus boisei                                                            |
|  |                                                                                 |
|  | †Paranthropus robustus                                                          |
|  |                                                                                 |

|  | †Paranthropus boisei   |
|  |                        |
|  | †Paranthropus robustus |
|  |                        |

|  | †Australopithecus sediba                                                      |
|  |                                                                               |
|  | \| \| †Homo habilis \| \| \| \| \| \| Autres représentants d'Homo \| \| \| \| |
|  |                                                                               |
|  | †Homo habilis                                                                 |
|  |                                                                               |
|  | Autres représentants d'Homo                                                   |
|  |                                                                               |

|  | †Homo habilis               |
|  |                             |
|  | Autres représentants d'Homo |
|  |                             |

|  | †Australopithecus sediba                                                      |
|  |                                                                               |
|  | \| \| †Homo habilis \| \| \| \| \| \| Autres représentants d'Homo \| \| \| \| |
|  |                                                                               |
|  | †Homo habilis                                                                 |
|  |                                                                               |
|  | Autres représentants d'Homo                                                   |
|  |                                                                               |

|  | †Homo habilis               |
|  |                             |
|  | Autres représentants d'Homo |
|  |                             |

|  | †Australopithecus sediba                                                      |
|  |                                                                               |
|  | \| \| †Homo habilis \| \| \| \| \| \| Autres représentants d'Homo \| \| \| \| |
|  |                                                                               |
|  | †Homo habilis                                                                 |
|  |                                                                               |
|  | Autres représentants d'Homo                                                   |
|  |                                                                               |

|  | †Homo habilis               |
|  |                             |
|  | Autres représentants d'Homo |
|  |                             |

|  | †Australopithecus sediba                                                      |
|  |                                                                               |
|  | \| \| †Homo habilis \| \| \| \| \| \| Autres représentants d'Homo \| \| \| \| |
|  |                                                                               |
|  | †Homo habilis                                                                 |
|  |                                                                               |
|  | Autres représentants d'Homo                                                   |
|  |                                                                               |

|  | †Homo habilis               |
|  |                             |
|  | Autres représentants d'Homo |
|  |                             |

|                             | †Ardipithecus               |
|                             |                             |
| †Australopithecus anamensis | †Australopithecus afarensis |
|                             | †Australopithecus afarensis |

|  | †Paranthropus aethiopicus                                                       |
|  |                                                                                 |
|  | \| \| †Paranthropus boisei \| \| \| \| \| \| †Paranthropus robustus \| \| \| \| |
|  |                                                                                 |
|  | †Paranthropus boisei                                                            |
|  |                                                                                 |
|  | †Paranthropus robustus                                                          |
|  |                                                                                 |

|  | †Paranthropus boisei   |
|  |                        |
|  | †Paranthropus robustus |
|  |                        |

|  | †Australopithecus sediba                                                      |
|  |                                                                               |
|  | \| \| †Homo habilis \| \| \| \| \| \| Autres représentants d'Homo \| \| \| \| |
|  |                                                                               |
|  | †Homo habilis                                                                 |
|  |                                                                               |
|  | Autres représentants d'Homo                                                   |
|  |                                                                               |

|  | †Homo habilis               |
|  |                             |
|  | Autres représentants d'Homo |
|  |                             |

|  | †Australopithecus sediba                                                      |
|  |                                                                               |
|  | \| \| †Homo habilis \| \| \| \| \| \| Autres représentants d'Homo \| \| \| \| |
|  |                                                                               |
|  | †Homo habilis                                                                 |
|  |                                                                               |
|  | Autres représentants d'Homo                                                   |
|  |                                                                               |

|  | †Homo habilis               |
|  |                             |
|  | Autres représentants d'Homo |
|  |                             |

|  | †Australopithecus sediba                                                      |
|  |                                                                               |
|  | \| \| †Homo habilis \| \| \| \| \| \| Autres représentants d'Homo \| \| \| \| |
|  |                                                                               |
|  | †Homo habilis                                                                 |
|  |                                                                               |
|  | Autres représentants d'Homo                                                   |
|  |                                                                               |

|  | †Homo habilis               |
|  |                             |
|  | Autres représentants d'Homo |
|  |                             |

|  | †Australopithecus sediba                                                      |
|  |                                                                               |
|  | \| \| †Homo habilis \| \| \| \| \| \| Autres représentants d'Homo \| \| \| \| |
|  |                                                                               |
|  | †Homo habilis                                                                 |
|  |                                                                               |
|  | Autres représentants d'Homo                                                   |
|  |                                                                               |

|  | †Homo habilis               |
|  |                             |
|  | Autres représentants d'Homo |
|  |                             |

|  | †Paranthropus aethiopicus                                                       |
|  |                                                                                 |
|  | \| \| †Paranthropus boisei \| \| \| \| \| \| †Paranthropus robustus \| \| \| \| |
|  |                                                                                 |
|  | †Paranthropus boisei                                                            |
|  |                                                                                 |
|  | †Paranthropus robustus                                                          |
|  |                                                                                 |

|  | †Paranthropus boisei   |
|  |                        |
|  | †Paranthropus robustus |
|  |                        |

|  | †Australopithecus sediba                                                      |
|  |                                                                               |
|  | \| \| †Homo habilis \| \| \| \| \| \| Autres représentants d'Homo \| \| \| \| |
|  |                                                                               |
|  | †Homo habilis                                                                 |
|  |                                                                               |
|  | Autres représentants d'Homo                                                   |
|  |                                                                               |

|  | †Homo habilis               |
|  |                             |
|  | Autres représentants d'Homo |
|  |                             |

|  | †Australopithecus sediba                                                      |
|  |                                                                               |
|  | \| \| †Homo habilis \| \| \| \| \| \| Autres représentants d'Homo \| \| \| \| |
|  |                                                                               |
|  | †Homo habilis                                                                 |
|  |                                                                               |
|  | Autres représentants d'Homo                                                   |
|  |                                                                               |

|  | †Homo habilis               |
|  |                             |
|  | Autres représentants d'Homo |
|  |                             |

|  | †Australopithecus sediba                                                      |
|  |                                                                               |
|  | \| \| †Homo habilis \| \| \| \| \| \| Autres représentants d'Homo \| \| \| \| |
|  |                                                                               |
|  | †Homo habilis                                                                 |
|  |                                                                               |
|  | Autres représentants d'Homo                                                   |
|  |                                                                               |

|  | †Homo habilis               |
|  |                             |
|  | Autres représentants d'Homo |
|  |                             |

|  | †Australopithecus sediba                                                      |
|  |                                                                               |
|  | \| \| †Homo habilis \| \| \| \| \| \| Autres représentants d'Homo \| \| \| \| |
|  |                                                                               |
|  | †Homo habilis                                                                 |
|  |                                                                               |
|  | Autres représentants d'Homo                                                   |
|  |                                                                               |

|  | †Homo habilis               |
|  |                             |
|  | Autres représentants d'Homo |
|  |                             |

|                             | †Ardipithecus               |
|                             |                             |
| †Australopithecus anamensis | †Australopithecus afarensis |
|                             | †Australopithecus afarensis |

|  | †Paranthropus aethiopicus                                                       |
|  |                                                                                 |
|  | \| \| †Paranthropus boisei \| \| \| \| \| \| †Paranthropus robustus \| \| \| \| |
|  |                                                                                 |
|  | †Paranthropus boisei                                                            |
|  |                                                                                 |
|  | †Paranthropus robustus                                                          |
|  |                                                                                 |

|  | †Paranthropus boisei   |
|  |                        |
|  | †Paranthropus robustus |
|  |                        |

|  | †Australopithecus sediba                                                      |
|  |                                                                               |
|  | \| \| †Homo habilis \| \| \| \| \| \| Autres représentants d'Homo \| \| \| \| |
|  |                                                                               |
|  | †Homo habilis                                                                 |
|  |                                                                               |
|  | Autres représentants d'Homo                                                   |
|  |                                                                               |

|  | †Homo habilis               |
|  |                             |
|  | Autres représentants d'Homo |
|  |                             |

|  | †Australopithecus sediba                                                      |
|  |                                                                               |
|  | \| \| †Homo habilis \| \| \| \| \| \| Autres représentants d'Homo \| \| \| \| |
|  |                                                                               |
|  | †Homo habilis                                                                 |
|  |                                                                               |
|  | Autres représentants d'Homo                                                   |
|  |                                                                               |

|  | †Homo habilis               |
|  |                             |
|  | Autres représentants d'Homo |
|  |                             |

|  | †Australopithecus sediba                                                      |
|  |                                                                               |
|  | \| \| †Homo habilis \| \| \| \| \| \| Autres représentants d'Homo \| \| \| \| |
|  |                                                                               |
|  | †Homo habilis                                                                 |
|  |                                                                               |
|  | Autres représentants d'Homo                                                   |
|  |                                                                               |

|  | †Homo habilis               |
|  |                             |
|  | Autres représentants d'Homo |
|  |                             |

|  | †Australopithecus sediba                                                      |
|  |                                                                               |
|  | \| \| †Homo habilis \| \| \| \| \| \| Autres représentants d'Homo \| \| \| \| |
|  |                                                                               |
|  | †Homo habilis                                                                 |
|  |                                                                               |
|  | Autres représentants d'Homo                                                   |
|  |                                                                               |

|  | †Homo habilis               |
|  |                             |
|  | Autres représentants d'Homo |
|  |                             |

|  | †Paranthropus aethiopicus                                                       |
|  |                                                                                 |
|  | \| \| †Paranthropus boisei \| \| \| \| \| \| †Paranthropus robustus \| \| \| \| |
|  |                                                                                 |
|  | †Paranthropus boisei                                                            |
|  |                                                                                 |
|  | †Paranthropus robustus                                                          |
|  |                                                                                 |

|  | †Paranthropus boisei   |
|  |                        |
|  | †Paranthropus robustus |
|  |                        |

|  | †Australopithecus sediba                                                      |
|  |                                                                               |
|  | \| \| †Homo habilis \| \| \| \| \| \| Autres représentants d'Homo \| \| \| \| |
|  |                                                                               |
|  | †Homo habilis                                                                 |
|  |                                                                               |
|  | Autres représentants d'Homo                                                   |
|  |                                                                               |

|  | †Homo habilis               |
|  |                             |
|  | Autres représentants d'Homo |
|  |                             |

|  | †Australopithecus sediba                                                      |
|  |                                                                               |
|  | \| \| †Homo habilis \| \| \| \| \| \| Autres représentants d'Homo \| \| \| \| |
|  |                                                                               |
|  | †Homo habilis                                                                 |
|  |                                                                               |
|  | Autres représentants d'Homo                                                   |
|  |                                                                               |

|  | †Homo habilis               |
|  |                             |
|  | Autres représentants d'Homo |
|  |                             |

|  | †Australopithecus sediba                                                      |
|  |                                                                               |
|  | \| \| †Homo habilis \| \| \| \| \| \| Autres représentants d'Homo \| \| \| \| |
|  |                                                                               |
|  | †Homo habilis                                                                 |
|  |                                                                               |
|  | Autres représentants d'Homo                                                   |
|  |                                                                               |

|  | †Homo habilis               |
|  |                             |
|  | Autres représentants d'Homo |
|  |                             |

|  | †Australopithecus sediba                                                      |
|  |                                                                               |
|  | \| \| †Homo habilis \| \| \| \| \| \| Autres représentants d'Homo \| \| \| \| |
|  |                                                                               |
|  | †Homo habilis                                                                 |
|  |                                                                               |
|  | Autres représentants d'Homo                                                   |
|  |                                                                               |

|  | †Homo habilis               |
|  |                             |
|  | Autres représentants d'Homo |
|  |                             |

|                             | †Ardipithecus               |
|                             |                             |
| †Australopithecus anamensis | †Australopithecus afarensis |
|                             | †Australopithecus afarensis |

|  | †Paranthropus aethiopicus                                                       |
|  |                                                                                 |
|  | \| \| †Paranthropus boisei \| \| \| \| \| \| †Paranthropus robustus \| \| \| \| |
|  |                                                                                 |
|  | †Paranthropus boisei                                                            |
|  |                                                                                 |
|  | †Paranthropus robustus                                                          |
|  |                                                                                 |

|  | †Paranthropus boisei   |
|  |                        |
|  | †Paranthropus robustus |
|  |                        |

|  | †Australopithecus sediba                                                      |
|  |                                                                               |
|  | \| \| †Homo habilis \| \| \| \| \| \| Autres représentants d'Homo \| \| \| \| |
|  |                                                                               |
|  | †Homo habilis                                                                 |
|  |                                                                               |
|  | Autres représentants d'Homo                                                   |
|  |                                                                               |

|  | †Homo habilis               |
|  |                             |
|  | Autres représentants d'Homo |
|  |                             |

|  | †Australopithecus sediba                                                      |
|  |                                                                               |
|  | \| \| †Homo habilis \| \| \| \| \| \| Autres représentants d'Homo \| \| \| \| |
|  |                                                                               |
|  | †Homo habilis                                                                 |
|  |                                                                               |
|  | Autres représentants d'Homo                                                   |
|  |                                                                               |

|  | †Homo habilis               |
|  |                             |
|  | Autres représentants d'Homo |
|  |                             |

|  | †Australopithecus sediba                                                      |
|  |                                                                               |
|  | \| \| †Homo habilis \| \| \| \| \| \| Autres représentants d'Homo \| \| \| \| |
|  |                                                                               |
|  | †Homo habilis                                                                 |
|  |                                                                               |
|  | Autres représentants d'Homo                                                   |
|  |                                                                               |

|  | †Homo habilis               |
|  |                             |
|  | Autres représentants d'Homo |
|  |                             |

|  | †Australopithecus sediba                                                      |
|  |                                                                               |
|  | \| \| †Homo habilis \| \| \| \| \| \| Autres représentants d'Homo \| \| \| \| |
|  |                                                                               |
|  | †Homo habilis                                                                 |
|  |                                                                               |
|  | Autres représentants d'Homo                                                   |
|  |                                                                               |

|  | †Homo habilis               |
|  |                             |
|  | Autres représentants d'Homo |
|  |                             |

|  | †Paranthropus aethiopicus                                                       |
|  |                                                                                 |
|  | \| \| †Paranthropus boisei \| \| \| \| \| \| †Paranthropus robustus \| \| \| \| |
|  |                                                                                 |
|  | †Paranthropus boisei                                                            |
|  |                                                                                 |
|  | †Paranthropus robustus                                                          |
|  |                                                                                 |

|  | †Paranthropus boisei   |
|  |                        |
|  | †Paranthropus robustus |
|  |                        |

|  | †Australopithecus sediba                                                      |
|  |                                                                               |
|  | \| \| †Homo habilis \| \| \| \| \| \| Autres représentants d'Homo \| \| \| \| |
|  |                                                                               |
|  | †Homo habilis                                                                 |
|  |                                                                               |
|  | Autres représentants d'Homo                                                   |
|  |                                                                               |

|  | †Homo habilis               |
|  |                             |
|  | Autres représentants d'Homo |
|  |                             |

|  | †Australopithecus sediba                                                      |
|  |                                                                               |
|  | \| \| †Homo habilis \| \| \| \| \| \| Autres représentants d'Homo \| \| \| \| |
|  |                                                                               |
|  | †Homo habilis                                                                 |
|  |                                                                               |
|  | Autres représentants d'Homo                                                   |
|  |                                                                               |

|  | †Homo habilis               |
|  |                             |
|  | Autres représentants d'Homo |
|  |                             |

|  | †Australopithecus sediba                                                      |
|  |                                                                               |
|  | \| \| †Homo habilis \| \| \| \| \| \| Autres représentants d'Homo \| \| \| \| |
|  |                                                                               |
|  | †Homo habilis                                                                 |
|  |                                                                               |
|  | Autres représentants d'Homo                                                   |
|  |                                                                               |

|  | †Homo habilis               |
|  |                             |
|  | Autres représentants d'Homo |
|  |                             |

|  | †Australopithecus sediba                                                      |
|  |                                                                               |
|  | \| \| †Homo habilis \| \| \| \| \| \| Autres représentants d'Homo \| \| \| \| |
|  |                                                                               |
|  | †Homo habilis                                                                 |
|  |                                                                               |
|  | Autres représentants d'Homo                                                   |
|  |                                                                               |

|  | †Homo habilis               |
|  |                             |
|  | Autres représentants d'Homo |
|  |                             |

## Paléobiologie

### Technologie
En 2023, des outils oldowayens sont découverts à Nyayanga (Kenya) dans des dépôts comportant aussi des os d'hippopotame et deux fragments de molaire de paranthropes, datés d'environ 2,8 Ma (entre 3,032 et 2,595 Ma),. Cette découverte contredit l'attribution commune de l'apparition des outils en pierre à l'émergence du genre Homo (ainsi qu'à des changements climatiques).